# Capitalisme en France
Pour un article plus général, voir Histoire du capitalisme.
Entre 1924 et 1929, la production s'est accrue de 5 % par an et si l'indice de production industrielle a atteint en 1931 un sommet qu'elle n'a retrouvé qu'en 1951, l'industrie française souffrait de la taille modeste de ces sociétés industrielles comparées à celles des autres grands pays industriels. Par ailleurs la forme juridique utilisée, la société holding au lieu de la grande société anonyme, ne favorisait pas la rationalisation et poussait aux ententes. Si sur certains points la rationalisation et le taylorisme progressent pour Kuisel, ceux qu'il appelle les néolibéraux ou les néocapitalistes dont Ernest Mercier est alors l'archétype n'arrivent à convaincre ni leurs collègues ni les syndicats de l'intérêt d'une société d'abondance de type fordiste. Ils ont beau mettre en avant que « l'essor continu de la production devait ...bénéficier à chacun - aux consommateurs, aux industriels, aux ouvriers, à la nation dans son ensemble [et que c'était] les travailleurs qui pouvaient avoir à y gagner le plus, car une société de forte consommation exigeait une politique de hauts salaires », le pays estime cela trop américain.
En 1928, on assiste à une première ébauche de modèle social français avec la loi Loucheur.
Dans les années suivantes et jusqu'en 1936, peu de choses furent entreprises et la politique gouvernementale visait « à isoler l'économie nationale, à amortir la concurrence, à comprimer la production, à aider des groupes d'intérêts favorisés ». À cette époque, on assiste à la montée du corporatisme qui « pour une grande part...prenait sa source dans la doctrine sociale catholique et dans la critique chrétienne du matérialisme et de l'individualisme ». Ce mouvement déteindra sur les deux grands tendances planistes qui apparaissent alors et qui auront après guerre une forte influence : le planisme néolibéral et le planisme socialo-syndicaliste.
- Les planistes socialo-syndicaliste, la force la plus puissante pour Kuisel[8] s'inscrivaient dans la lignée d'Henri De Man. Les idées de ce dernier s'articulaient autour de plusieurs grands axes : « il fallait immédiatement venir en aide à toute classe sociale atteinte par la crise »[9]; l'ennemi était le capital financier (« une oligarchie de banquiers tenait en tutelle les paysans et les petits entrepreneurs, en même temps que des industriels plus importants »[9]) ; « le capitalisme en était arrivé à un stade de régression, caractérisé par la domination du capital financier, l'extension des monopoles, et le nationalisme économique » il fallait donc « une économie mixte, à mi-chemin entre le capitalisme et le socialisme »[9] ; l'essence des nationalisations étaient d'abord le transfert de l'autorité plus que celui de la propriété, le plan était un ensemble hiérarchisé de mesure et devait constituer « une sorte de pacte entre le parti et le peuple »[10]. Le plan de la CGT de septembre 1935, inspiré par ces principes préconisait :
  - une politique de reflation c'est-à-dire de hausse du pouvoir d'achat pour doper la demande intérieure ;
  - des réformes de structure et notamment une nationalisation du crédit et la création comme organisme central de direction d'un conseil économique[11].
- Par contre l'objectif final était peu clair « l'expansion économique ne représentait qu'un des objectifs mineurs du plan de 1935, par rapport à son caractère contracyclique et antifasciste »[12] et il n'était pas certain que la planification mène au socialisme[12]. Pour cela et d'autres raisons[13] le plan ne fut adopté ni par Léon Blum lorsqu'il arriva au pouvoir ni par la CGTU (communiste).
- Les planistes néolibéraux se recrutaient quant à eux surtout parmi les dirigeants de l'économie, les ingénieurs et les hauts fonctionnaires[14]. Ils avaient une perception proche des syndicalo-socialistes de la mutation du capitalisme qu'ils voyaient liée à l'émergence de grandes firmes. Mais, alors que le planisme socialo-syndicalisme analysait cette évolution à travers le prisme syndicaliste ou marxiste de l'autodestruction du capitalisme, pour eux il s'agissait simplement d'adapter le libéralisme à la nouvelle donne économique et sociale. « Du point de vue plus précis des réformes de structure, les néolibéraux mettaient l'accent sur l'appareil de prévision, l'autodiscipline des producteurs, les réseaux corporatifs et les contrôles indirects ; à l'inverse, les socialo-syndicalistes glorifiaient les nationalisation, la mise au rebut des hiérarchies, les organismes syndicaux ou démocratiques et un dirigisme rigoureux »[14]. En fait les frontières entre les deux types de plan n'étaient pas si étanches que l'on pourrait croire et au moins à partir de 1938 et du colloque Walter Lippmann, il y eut une certaine volonté de rapprochement[15]. Sur certains points, notamment le corporatisme et l'auto-discipline des producteurs, les néolibéraux français étaient certainement plus en opposition avec les libéraux américains qu'avec leurs homologues français[16].